# حسين العوادي (سياسي عراقي)
حسين العوادي (سياسي عراقي) وهو سياسي عراقي شغل منصب عضو في الجمعية الوطنية الانتقالية المؤقتة عامي 2004 و2005، وقد شغل منصب عضو في لجنة شؤون المحافظات والشكاوي في الجمعية.